# Henri Helle
Henri Helle (* 4. September 1873 in Thiescourt; † 21. Juni 1901 ebenda) war ein französischer Bogenschütze.
Helle trat bei den Olympischen Spielen 1900 in Paris bei zwei Wettbewerben der Bogenschützen an; im 50 Meter Au Chapelet wurde er Zweiter; nur zum vierten Platz reichte es in der Disziplin 50 Meter Au Cordon Doré. Er startete für die Compagnie de Thiencourt (Oise).